# 鹿鼎記角色列表
鹿鼎記角色列表，此表羅列金庸武俠小說《鹿鼎記》中登場的人物角色。

## 主角及其家人
- 韋小寶，揚州麗春院妓女韋春花之子，父親不明。十二三歲隨茅十八遠赴北京，得到「小白龍」之外號。殺死及冒充太監小桂子後，成為了康熙的好友，助其擒殺鰲拜。後又拜陳近南為師，成為天地會青木堂香主。更捲入了《四十二章經》的謎團，成為神龍教白龍使。自此游刃逢迎於各方勢力之間。既助康熙重認父皇，拯救太后，攏絡蒙古、西藏、羅剎國，移除吳三桂的盟友；亦為天地會兩度救出沐王府人眾，及助陳近南逃過馮錫范的暗算。又集齊八部《四十二章經》，得知滿清關外寶藏之秘。後來更娶得七名美人為妻。無奈康熙和天地會均要求韋小寶助其消滅對方，在兩面為難之下，假裝全家遭人劫殺而遁去，從此過那逍遙自在的生活。（天地會青木堂香主、神龍教白龍使、韋爵爺、鹿鼎公、韋督總、法號晦明）

### 七名夫人及其子女
按出場次序：
- 沐劍屏：沐王府郡主，天真純善。因誤會被擄入宮中，而認識韋小寶。
- 方怡：沐劍屏的師姐，為人機巧。當初冒死入宮行刺康熙，以嫁禍吳三桂，為韋小寶相救。後來被神龍教擄走，並被逼入教。苦於身中神龍教毒藥，故兩次欺騙韋小寶，使其陷入險境。方怡可算是第一位使韋小寶情迷意亂的初戀情人。
- 雙兒：湖洲府南潯鎮莊家丫鬟，幼年其家人因文字獄被殺。莊三少奶把雙兒贈給韋小寶，以謝其手刃鰲拜。雙兒多次助韋小寶辦事、救其脫險，更為他拼合滿清寶藏地圖，是其最親密最信任之人。吳六奇見雙兒忠肝義膽，遂與之結為義兄妹。何鐵手的徒弟。
- 蘇荃：本是神龍教教主夫人，武功高強，千嬌百媚，善於迷惑男人。為洪安通逼婚，成為教主夫人後，提拔年輕教眾，以鏟除教中的老兄弟。洪安通為修習上乘內功，不近女色，兩人無夫婦之實。蘇荃後來在揚州麗春院欲擒韋小寶不果，反遭迷姦成孕。身孕被揭發後，洪安通為求殺人滅口，與一眾神龍教高手同歸於盡，蘇荃亦就此成為韋小寶之妻。
  - 韋銅錘：次子，排行老二。骰子擲到「銅錘么六」而得名。新修版中，排行老三。
- 建寧公主：名義上是滿清公主，實為假太后毛東珠之女，按毛東珠告訴九難之言，其父可能是鄧炳春（一说为瘦头陀）。公主生性橫蠻潑辣，既喜歡虐待他人，更喜歡遭人虐打。康熙救出真皇太后後，得知建寧實非其妹，把她送往雲南與吳應熊成婚，建寧卻不知此秘。公主於路上與韋小寶私通，抵達昆明後，更誣陷並閹割了吳應熊。而吳三桂又為九難所制，被逼送公主與吳應熊回北京完婚。公主在宮中再度跟韋小寶共歡，因而得孕。後來，韋小寶被康熙所囚，建寧助他逃脫，自此緊隨其身旁。新修版中，康熙欽定其為韋小寶正妻。
  - 韋雙雙：長女，排行老三。骰子擲到兩個兩點（板凳）而得名。新修版中，排行老大。
- 曾柔：王屋派弟子，溫柔斯文。一次隨王屋派弟子勇闖清兵軍營，趁韋小寶及一眾軍官豪賭之際，將其一網成擒。但韋小寶臨危不驚，繼續以賭局與王屋派周旋，反擒其首腦，混亂中王屋派眾人亦被清軍拿下。但韋小寶視他們為反清義士，仍借賭局釋放了王屋派眾人，贏得了曾柔的芳心。
- 阿珂：九難弟子，美貌絕倫。本姓陳，其實是陳圓圓與李自成之女，出生後被九難盜去，誤以為是吳三桂所出，胡亂授以武功，長大後命其刺殺吳三桂，不果。阿珂明白身世後，怒棄九難而去。阿珂原本鍾情鄭克塽，在揚州麗春院失身並懷有韋小寶骨肉，終被鄭克塽拋棄，成為韋小寶之妻。
  - 韋虎頭：長子，排行老大。骰子擲到「虎頭」而得名。蔭雲騎尉，一等輕車都尉。新修版中，排行老二。

韋小寶及七名夫人的年齡排序：
- 蘇荃　＞　方怡　＞　阿珂　＞　建寧公主　＞　曾柔　＞　韋小寶　＞　沐劍屏　＞　雙兒

### 家屬
- 韋春芳：韋小寶的母親，麗春院妓女。

## 清廷

### 朝廷
- 康熙，即玄燁，曾化名「小玄子」。
- 鰲拜：顧命大臣。【被韋小寶所殺】
- 康親王傑書：代善大貝勒的嫡派子孫。
- 索額圖：索尼之子、吏部侍郎、一等侍衛、國史館大學士。
- 多隆：領內侍衛大臣（御前侍衛總管）。
- 瑞棟：「鐵掌無敵」，御前侍衛副總管。【被韋小寶所殺】
- 湯若望：日耳曼人，「通玄教師」、「通微教師」，明天啟年間來到中國。
- 南懷仁：比利時人，清順治年間來到中國。

- 巴泰：中和殿大學士兼禮部尚書。
- 衛周祚：保和殿大學士。
- 米思翰：戶部尚書。
- 對喀納：文華殿大學士。
- 杜立德：大學士。
- 圖海：大學士。
- 明珠：兵部尚書。
- 折爾肯：禮部侍郎。
- 達爾禮：翰林院學士。
- 莫洛：刑部尚書。
- 李蔚：大學士。
- 伊桑阿：戶部尚書。
- 李雷：保和殿大學士兼戶部尚書。
- 勒德洪：清康熙年間大臣。
- 馮溥：清康熙年間大臣。
- 王熙：清康熙年間大臣。
- 黃機：清康熙年間大臣。
- 吳正治：清康熙年間大臣。
- 宗德宜：清康熙年間大臣。
- 佟國綱：鑲黃旗漢軍都統一等公。

書中提及：
- 後金太祖努尔哈赤
- 後金（清）太宗（皇太極）
- 索尼：顧命大臣。
- 蘇克薩哈：顧命大臣。【處死】
- 遏必隆：顧命大臣。
- 察克旦：蘇克薩哈長子，內大臣。【凌遲處死】
- 和察博：宗人府的瓖紅旗統領。
- 佟圖賴：康熙之母孝康章皇后、佟國綱之父。
- 富登，正藍旗旗主。
- 嘉坤，上一任正藍旗旗主。
- 鄂碩克，鑲藍旗旗主。
- 楊光先：欽天監的漢官。

### 內宮
- 皇太后：顺治帝第二任皇后，被假皇太后軟禁。
- 海大富：五品尚膳司副總管太監，崆峒派高手。【被假皇太后毛东珠所殺】
- 小桂子：海大富貼身太監【被韋小寶所殺】
- 建寧公主：假太后女兒，被康熙賜婚吳應熊，最後嫁給韋小寶。
- 老吳：太監。
- 平威：太監。
- 溫有道：上書房太監。
- 溫有方：上書房太監。
- 烏老公：上書房總管。
- 蕊初：假皇太后侍女。
- 董金魁：假皇太后毛東珠差使之太監。【被韋小寶所殺】

書中提及：
- 太皇太后
- 董鄂妃：端敬皇后。【被假皇太后毛东珠所殺】
- 榮親王：順治帝與董鄂妃兒子。【被假皇太后毛东珠所殺】
- 貞妃：董鄂妃之妹。【被假皇太后毛东珠所殺】
- 孝康章皇后：康熙親母。【被假皇太后毛东珠所殺】

### 軍官侍衛
- 瓜管帶：前鋒營。【被陳近南所殺】
- 史松：「黑龍鞭」。
- 施老六：宮中侍衛。【被假皇太后毛东珠殺死】
- 熊老二：宮中侍衛。【被假皇太后毛东珠殺死】
- 張康年：宮中侍衛。
- 趙齊賢：宮中侍衛。
- 察爾珠：驍騎營正黃旗都統。
- 葛通：御前侍衛。【被王屋派所殺】
- 富春：驍騎營參領。
- 阿濟赤：前鋒營統領。
- 泰都統：前鋒營。

書中提及：
- 白爾赫：前鋒營統領。【處斬】
- 額圖：蘇克薩哈手下侍衛。【處斬】

### 雲貴
- 吳三桂，平西王，原籍揚州高郵。【叛清兵敗稱帝後死去】
- 吳應熊：三等精奇哈尼番，加少保，太子太保，吳三桂之子。【被康熙處斬】
- 陳圓圓：平西王王妃。三聖庵出家，帶髮修行。
- 夏國相：平西王府十總兵之首，吳三桂女婿。【處斬】
- 馬寶：平西王府總兵。【處斬】
- 楊溢之：吳應熊隨從。跟韋小寶結義。【受平西王府凌虐而死】
- 巴朗星：吳三桂的親信衛士。【被司徒鶴所殺】
- 盧一峰：曲靖縣知縣。
- 張勇：雲南提督，西涼人氏。一等侯，加少傅，兼太子少保。
- 王進寶：雲南副將。升提督。
- 孫思克：雲南副將。升提督。

書中提及：
- 吳三枚：吳三桂之弟。
- 張國桂：雲南提督。
- 曹申吉：貴州巡撫。
- 李本深：貴州提督。
- 朱國治：雲南巡撫。【被士兵所殺】
- 甘文焜：雲貴總督。【自殺】
- 「四面觀音」：傳聞中吳三桂其中一個老婆的外號。
- 「八面觀音」：傳聞中吳三桂其中一個老婆的外號。

### 其他官員
- 吳之榮：字顯揚，揚州府高郵縣人氏，湖洲歸安縣知縣，揚州知府。【莊家靈位前，失血過多或驚嚇而死】
- 江百勝：康親王爺麾下記名總兵。
- 黃甫：水師營總兵。
- 趙良棟：天津副將。勇略將軍，兼雲貴總督，加兵部尚書。
- 馬佑：巡撫。
- 慕天顏：布政司。
- 勒爾錦：順承郡王，寧南靖寇大將軍。
- 彭參將：派駐於通吃島。
- 路副將：施瑯之下屬。
- 郎坦：清將領。
- 巴海：寧古塔將軍。
- 薩布素：黑龍江將軍。
- 朋春：都統。
- 班副將：監造大水槍者。
- 馬喇：護軍統領。
- 阿爾尼：尚書。
- 馬齊：左都御史。

書中提及：
- 耿精忠，靖南王，鎮守福建。
- 尚可喜，平南王，鎮守廣東。
- 孔四貞，孫延慶妻子，定南王孔有德女兒，太后乾女兒，和碩格格。
- 孫延慶，孔四貞丈夫，轄地廣西。

### 台灣降將
- 施琅：靖海將軍、三等靖海侯、鄭成功手下大將「五虎將」之一。武夷派高手、鄭克塽之師。
- 林興珠：明陳永華之下屬，清朝水師都司。
- 洪朝：水師守備。
- 何佑：原鄭氏之下屬將領。

## 天地會

### 首領
- 陳近南：真名陳永華，國姓爺軍師，留在中原創立天地會，切志反清復明。【遭鄭克塽暗算殺害】
- 吳六奇：「大力將軍」、「雪中鐵丐」、「鐵丐」、「海內奇男子」。出身於丐幫，曾經一度投效滿清，被查伊璜影響，後加入天地會。天地會洪順堂紅旗香主，地位高於一般香主。廣東通省水陸提督。雙兒的義兄。【被歸二娘、歸鐘所誤殺】
- 蔡德忠：蓮花堂香主。
- 方大洪：洪順堂香主。
- 馬超興：家后堂香主，外號「西江神蛟」。
- 胡德第：參太堂香主。
- 李式開：宏化堂香主。
- 古至中：赤火堂香主。
- （西金堂香主，書中並無提及姓名。）
- 林永超：玄水堂香主。
- 姚必達：黃土堂香主。

書中提及：
- 尹香主：青木堂前香主。【被鰲拜所殺】

### 青木堂
- 李力世：尹香主遇害後，暫代青木堂香主職司。
- 關安基：「關夫子」、關二哥，武藝高強。率青木堂好手闖進康親王府，刺殺鰲拜，以報尹香主之仇，可惜鰲拜為韋小寶所殺。【被馮錫范所殺】
- 祁彪清：祁老三，讀書人。
- 玄貞道人：武藝高強。祖傳在張家口開設皮貨行，塞外買貨遇上羅剎人搶劫，父兄伯叔九人被殺，玄貞身受重傷，家業蕩然，乃出家為道人。
- 徐天川：「八臂猿猴」、徐三哥，善長擒拿小巧功夫。青木堂的聯絡人。
- 高彥超／馬彥超（書中兩者應是同一人）【新修版中修正这一错误，并为一人】
- 樊綱
- 風際中：風二弟，青木堂中武藝尤高，快如鬼魅，見聞甚博。原來是康熙派於天地會之臥底奸細。【被雙兒用火槍打死】
- 錢老本：北京北城錢興隆肉莊老闆。天地會誤以為沐王府綁架徐天川，暗中擒下群主沐劍屏，由錢老本將其封進茯芩花彫豬之內，偷運入宮交給韋小寶匿藏。
- 賈老六
- 賈金刀：「十足真金」，賈老六之姊，關夫子之妻。
- 崔瞎子
- 馬博仁

### 天地會餘眾
- 吳大鵬：「摩雲手」，宏化堂。
- 王潭：「雙筆開山」，宏化堂。
- 鄺天雄：赤火堂。
- 舒化龍：宏化堂。懷疑韋小寶，故自戳左眼，警告韋小寶不要騙他。

## 台灣延平王府
- 鄭克塽：鄭成功之孫，鄭經次子。【最後投誠清朝】
- 馮錫范：「一劍無血」，崑崙派第一高手，鄭克塽師父，「台灣三虎」之一，衛士隊長。會使紅砂掌。【後被韋小寶用計所殺】
- 菊芳：馮錫范的第五房小妾。
- 蘭香：馮錫范府中丫鬟。
- 邢四：馮錫范府中馬夫。

書中提及：
- 鄭成功：國姓爺，台灣延平郡王。書中又指他在天地會中化名「萬雲龍」。
- 鄭經：鄭成功之子，父親死後繼位台灣延平郡王，有子克臧及克塽。
- 董夫人：鄭成功王妃。
- 鄭克𡒉：鄭經長子。【遭馮錫范刺殺身亡】
- 劉國軒：福建莆田少林寺俗家弟子，鄭克塽之師，「台灣三虎」、「五虎將」之一。
- 周全斌：鄭成功手下大將「五虎將」之一。
- 甘輝：鄭成功手下大將「五虎將」之一。
- 馬信：鄭成功手下大將「五虎將」之一。

## 明朝皇室（書中提及）
- 崇禎：大明天子。【見李自成攻破北京，在煤山上吊自殺。】
- 周皇后：崇禎皇后。
- 田貴妃：崇禎妃子。
- 嘉定伯：周皇后之父。

### 南明（書中提及）
- 福王：即弘光帝。南京。
- 唐王：即隆武帝。福建。天地會擁戴。
- 桂王：即永曆帝。廣西、雲南。沐王府擁戴。【遭吳三桂所害】
- 魯王：浙江。
- 「朱三太子」：天地會名義上的首領。吳三桂起兵反清，也是假托奉「朱三太子」之名。
- 「朱五太子」：沐王府所擁戴，應是永曆帝後人。
- 朱術桂：寧靖王。【鄭克塽降清時自殺殉國】

## 文士
- 呂留良：號晚村，世居浙江府崇德縣。
- 黃宗羲：字梨洲，浙江余姚人士。
- 顧炎武：字亭林，江蘇昆山人士。
- 呂葆中：呂留良長子。
- 呂毅中：呂留良次子。

書中提及：
- 查士標：字二瞻，畫家。
- 沈約：南朝蕭梁文學家。
- 趙孟頫：元代書畫家。
- 左丘明：春秋，著《左傳》。
- 司馬遷：西漢，著《史記》。
- 班固：東漢，著《漢書》。
- 歐陽修：北宋，著《五代史》。
- 司馬光：北宋，著《資治通鑒》。
- 吳偉業: 號梅村，為陳圓圓作《圓圓曲》。

## 「莊廷鑨明史案」牽涉者

### 莊家
- 莊允誠：湖洲府南潯鎮富戶，為子廷鑨刊印《明書輯略》。【吳之榮告發書中忌諱，鰲拜辦成重大文字獄，莊允誠在獄中不堪虐待而死。】
- 莊廷鑨：莊允誠長子，廣邀文士共修《明書輯略》。【書成不久逝世。發生明史案後，遭開棺戳屍。】
- 莊三少奶：莊家三少爺之妻。在充軍到寧古塔途中，得何惕守相救，並獲傳武功。

### 其餘受害人
- 李令皙：為《明書輯略》作序。【凌遲處死，四子處斬。】
- 茅元銘：《明書輯略》參與者。【凌遲處死】
- 吳之銘：《明書輯略》參與者。
- 吳之蓉：《明書輯略》參與者。
- 李祁濤：《明書輯略》參與者。
- 茅次萊：《明書輯略》參與者。
- 吳楚：《明書輯略》參與者。
- 唐元樓：《明書輯略》參與者。
- 嚴雲起：《明書輯略》參與者。
- 蔣麟徵：《明書輯略》參與者。
- 韋金佑：《明書輯略》參與者。
- 韋一園：《明書輯略》參與者。
- 張契：《明書輯略》參與者。
- 董二酉：《明書輯略》參與者。
- 吳炎：《明書輯略》參與者。
- 潘聖章：《明書輯略》參與者。
- 朱佑明：湖洲富戶。【吳之榮誣告明史「朱氏原稿」指的是朱佑明，與五子同處斬首。】
- 松魁：杭州將軍。【入獄候審】
- 程維藩：紹興師爺，松魁幕僚。【凌遲棄市】
- 朱昌柞：浙江巡撫。【入獄候審】
- 譚希閔：湖洲知府。【處絞刑】
- 李煥：推官。【處絞刑】
- 王兆禎：訓導。【處絞刑】
- 李尚白：蘇州滸墅關榷貨主事。【斬決】

### 涉案者
- 查繼佐：號伊璜，海寧袁華鎮人士。免罪不究。
- 朱國楨：明朝相國。著明史稿。
- 胡尚衡：學政。
- 范驤：免罪不究。
- 陸圻：免罪不究。

## 雲南沐王府
- 沐劍聲：沐王府小公爺，沐天波之子，(韋小寶妻子之一)沐劍屏的哥哥，沐王爺沐英之後人。
- 沐劍屏：沐王府郡主，沐劍聲妹妹，後來嫁與韋小寶。
- 方怡：沐劍屏師姐，後來嫁與韋小寶。
- 柳大洪：「鐵背蒼龍」，沐王府第一高手，沐劍聲師父。
- 吳立身：「搖頭獅子」、吳二哥，柳大洪師弟。
- 蘇岡：「聖手居士」、蘇四哥。
- 白寒松：「白氏雙木」老大。【死於徐天川之手】
- 白寒楓：「白氏雙木」老二。
- 劉一舟：柳大洪弟子，方怡師兄。與方怡情投意合。韋小寶由吳三桂手上救出沐王府眾人後，沐劍聲料想是劉一舟告密，以至眾人當初被捕。
- 敖彪：「青毛虎」，吳立身弟子，入宮行刺被捕，被韋小寶救了出去。【吳三桂圍捕沐王府人眾時被殺】

書中提及：
- 沐天波：黔國公。【為吳三桂所殺】

## 神龍教
- 洪安通：神龍教教主。【被神龍教下屬與韋小寶合力所殺】
- 蘇荃：神龍教教主夫人，最後嫁給韋小寶。
- 假皇太后毛東珠：明將毛文龍之女。【被歸辛樹、歸二娘、歸鐘所殺】
- 許雪亭：青龍門掌門使。製作毒藥『百花腹蛇膏』以圖謀反。【被洪安通所殺】
- 殷錦：黃龍門掌門使。【被洪安通所殺】
- 無根道人：赤龍門掌門使。【被洪安通所殺】
- 鍾志靈：白龍門掌門使。【被神龍教七名白衣少年所殺】
- 張淡月：黑龍門掌門使。【被洪安通所殺】
- 瘦頭陀：「瘦尊者」，胖頭陀師兄。【被歸辛樹、歸二娘、歸鐘所殺】
- 胖頭陀：「胖尊者」，瘦頭陀師弟。跟隨韋小寶時，化名「阿三」。【被洪安通所殺】
- 陸高軒：神龍教中人。跟隨韋小寶時，化名「阿六」。【升任白龍使後，洩露蘇荃懷孕，被洪安通所殺。】
- 柳燕：神龍教黑龍使下屬，毛東珠師妹。【被方怡所殺】
- 鄧炳春：神龍教黑龍使下屬，毛東珠師兄，似是建寧公主之父。【被韋小寶所殺】
- 章老三：神龍教中人。
- 雲素梅：赤龍門門下。

書中提及：
- 何盛：無根道人大弟子。瘦頭陀稱被青龍門所殺。

## 五台山
- 行癡：即順治皇帝。
- 行顛：行癡之師弟。出家前即赫巴察，侍衛總管。
- 玉林：行癡、行顛的傳法師父。
- 心溪：五台山佛光寺方丈。
- 法勝：接任澄光為清涼寺住持，後為長安慈雲寺住持。

## 少林派
- 晦聰：少林寺方丈。
- 澄心：少林寺達摩院首座，「少林寺十八羅漢」之首。
- 澄觀：少林寺般若堂首座，八十來歲，「武呆子」一名。在韋小寶擺佈下，為他苦思武功速成法。
- 澄識：少林寺戒律院首座。
- 澄光：五台山清涼寺方丈，「少林寺十八羅漢」之一。
- 澄通：少林寺僧人。
- 澄覺：少林寺僧人。
- 淨濟：少林寺知客僧。
- 淨清：少林寺知客僧。
- 淨本：少林寺知客僧。
- 淨源：少林寺知客僧。

## 鐵劍門
- 九難：「阿九」，明崇禎帝之長平公主。年逾四旬。
- 阿珂：九難之徒，後來嫁與韋小寶。
- 阿琪：九難之徒。

書中提及：
- 木桑道人：九難師父。
- 玉真子：鐵劍門掌門，木桑師弟。

## 王屋派
- 司徒伯雷：王屋派掌門，明朝副將，隸屬山海關總兵吳三桂部下。【被巴朗星所殺】
- 司徒鶴：王屋派，司徒伯雷之子。
- 五符道人：王屋派門人。
- 元義方：王屋派門人。被擒後，貪生脫離王屋派，供出王屋派虛實。
- 曾柔：最後嫁與韋小寶為妻。

## 華山派
- 歸辛樹：「神拳無敵」。【被清宮侍衛所殺】
- 歸二娘：歸辛樹之妻。【被清宮侍衛所殺】
- 歸鍾：歸辛樹之子。【被清宮侍衛所殺】
- 何惕守：原為五毒教教主何鐵手，拜袁承志為師後，改名何惕守。明史案女眷在充軍到寧古塔途中，得其相救及安頓，並傳以武功。
- 馮難敵：「八面威風」，華山派掌門。當上「鋤奸盟」陝西省盟主。
- 馮不破：「兩河大俠」之一，馮難敵之子。在河間府召開「殺龜大會」。
- 馮不催：「兩河大俠」之一，馮難敵之子。在河間府召開「殺龜大會」。

書中提及：
- 袁承志：九難舊愛。馮難敵師叔。歸辛樹、歸二娘師弟。
- 穆人清：馮難敵師祖。歸辛樹、歸二娘師傅。
- 黃真：「銅筆算盤」，馮難敵師父。歸辛樹、歸二娘師兄。

## 蒙古
- 葛爾丹：蒙古王子。為得康熙封為「准喀爾汗」，和桑結、韋小寶義結金蘭。【反亂遭平定，死於康熙三十六年】
- 罕帖摩：葛爾丹的使者，派到昆明跟吳三桂談條件。

## 西藏
- 桑結：西藏達賴喇嘛活佛的大護法，密宗第一高手，大手印神功登峰造極。奉命生擒九難，奪取《四十二章經》。被韋小寶連施詭計，十二名師弟盡喪其手，更中了化屍粉，被逼自行割下十根指頭的首節。後來為得康熙封為西藏最高活佛，竟然和葛爾丹一起，跟韋小寶義結金蘭。【反亂遭平定，死於康熙四十四年】
- 巴顏：西藏密宗，拉薩活佛座下寵信的大喇嘛，奉菩薩頂真容院勝羅陀之命，到清涼寺找尋順治。
- 昌齊：西藏大喇嘛。
- 呼巴音：西藏密宗喇嘛，桑結師弟。【被韋小寶所殺】

書中提及：
- 達賴喇嘛：西藏活佛。
- 勝羅陀：西藏密宗，菩薩頂真容院大喇嘛。
- 達和爾：西藏密宗在北京的喇嘛。

## 羅剎國
- 蘇菲亞：羅剎國皇帝的御姊。
- 高里津：羅剎國總督。
- 亞爾青斯基：尼布楚、雅克薩兩城的都總督。
- 圖爾布青 (Alexi Tolbusin)：雅克薩統兵將領，被凍斃。
- 華伯斯基：「王八死雞」羅剎國軍官，蘇菲亞公主的衛士。
- 齊洛諾夫：「豬玀懦夫」羅剎國軍官，蘇菲亞公主的衛士。
- 費要多羅·果羅文：羅剎欽差大臣。

書中提及：
- 西奧圖三世：羅剎國皇帝，沙皇。
- 彼得一世：羅剎國皇帝，接任西奧圖三世。
- 娜達麗亞：彼得一世之皇太后。被投靠蘇菲亞的火槍隊所殺。
- 阿萊克修斯·米海洛維支：蘇菲亞的父親。
- 伊凡：蘇菲亞之弟。

## 其餘人物
- 吳寶宇：吳六奇之子。
- 茅十八：為與人決鬥而越獄，帶韋小寶到京城。
- 馬博仁：清真教門，北京潭腿門掌門人。受青木堂之邀，作徐白之爭的見證。
- 姚春：名醫。受青木堂之邀，作徐白之爭的見證。
- 雷一嘯：「虎面霸王」，鐵布衫功夫聞名。受青木堂之邀，作徐白之爭的見證。
- 王武通：武勝鏢局總鏢頭「金槍王」。受青木堂之邀，作徐白之爭的見證。
- 神照上人：康親王府武師。
- 齊元凱：康親王府武師，盜去了康親王的《四十二章經》。
- 郎武師：康親王府武師。
- 李西華：李岩、紅娘子之子。
- 陶紅英：明朝宮女，從前服侍長平公主。
- ：「少一劃」，阜平縣城吉祥寺經管廟產。
- 皇甫閣：川西名士。
- 李自成：「奉天王」、「闖王」，阿珂父親。
- 胡逸之：「百勝刀王」、「美刀王」，迷戀陳圓圓，甘於在三聖庵中種菜掃地、打柴挑水二十三年。

### 書中提及的歷史和傳說人物
- 李岩：李西華之父。
- 紅娘子：李西華之母。
- 韋皋：唐朝忠武王。

### 書中提及的虛構人物
- 孫長老：丐幫。
- 雲雁道人：武當派真武觀觀主。
- 雲鶴道人：武當派，雲雁道人的師兄。
- 林桂鼎：桂王之武將。
- 「快馬」宋三：河北石家莊，沐王府朋友。
- 令狐冲
- 獨孤求敗